# Port lotniczy Manang
Port lotniczy Manang (IATA: NGX, ICAO: VNMA) – mały port lotniczy w Manangu, w Nepalu. Położony jest na wysokości 3353 m n.p.m.